# Rio Itacanoeira
O rio Itacanoeira (popularmente conhecido como rio Fundão) é um curso de água localizado no Sul do estado da Bahia, e percorre somente a cidade de Ilhéus. É fonte de renda para moradores de bairros como o Teotônio Vilela, mais populoso de Ilhéus, com cerca de 39 mil habitantes.